# Font de Can Llevallol
La font de Can Llevallol és una font de mina de la serra de Collserola, situada en un alzinar a la capçalera del pantà de Vallvidrera, a l'altra banda de la masia de Can Llevallol.

## Descripció
Està protegida per una caseta amb volta de totxo vist, i disposa d'una aixeta per regular el gran cabal que ofereix la mina. Aquí mateix hi havia una antiga embotelladora als anys 1950. Just davant la font hi havia un dipòsit rectangular de 5.000 litres, proveït de 4 aixetes. Al costat, l'aigua sobrant anava a un gran dipòsit circular que encara es conserva, connectat a un petit aqüeducte que travessa la riera de Vallvidrera per portar l'aigua cap als camps del mas. Un petit telefèric, enginy reciclat d’un antic camp de futbol de Barcelona,  transportava amb un cable les garrafes d'aigua des de la font fins a la masia.
El 2010, la font va ser restaurada per convertir-se en un lloc d'estada ben a prop de la zona urbana de la ciutat i al vessant humit de Collserola.